# 977 v.Chr.
Het jaar 977 v.Chr. is een jaartal volgens de christelijke jaartelling.

## Gebeurtenissen

### Egypte
- Het Egyptische Rijk raakt in verval. Stakingen, corruptie en misdaad veroorzaken een binnenlandse crisis in Neder- en Opper-Egypte.